# Бычков, Пётр Николаевич
Пётр Николаевич Бычков (1929 год — 13 марта 2007 года, Волгоград) — сталевар Волгоградского тракторного завода имени Ф. Э. Дзержинского Министерства тракторного и сельскохозяйственного машиностроения СССР. Герой Социалистического Труда (1971).

## Биография
Родился в 1929 году в одном из сельских населённых пунктов на территории современной Саратовской области. В 1948 году окончил школу фабрично-заводского обучения при Волгоградском тракторном заводе, по окончании которой трудился в сталелитейном цехе. Проходил срочную службу в Советской Армии. После военной службы продолжил трудиться сталеваром на Волгоградском тракторном заводе. Позднее назначен бригадиром сталелитейщиков, трудившихся на 2-й мартеновской печи. Во время Семилетки (1959—1965) бригада Петра Бычкова ежегодно показывала высокие трудовые результаты. По итогам работы был награждён Орденом Ленина.
Бригада Петра Бычкова досрочно выполнила коллективное социалистическое обязательства и плановые производственные задания Восьмой пятилетки (1965—1970). Пётр Бычков по итогам работы в годы Восьмой пятилетки был признан лучшим сталеваром Волгоградского тракторного завода. Указом Президиума Верховного Совета СССР (неопубликованным) от 5 апреля 1971 года «за особые заслуги в выполнении заданий пятилетнего плана по развитию тракторного и сельскохозяйственного машиностроения и достижение высоких производственных показателей» удостоен звания Героя Социалистического Труда с вручением ордена Ленина и золотой медали Серп и Молот.
Избирался депутатом Волгоградского городского Совета народных депутатов.
Трудился на Волгоградском тракторном заводе до выхода на пенсию.
Проживал в Волгограде, где скончался в 2007 году. Похоронен на Алюминиевском кладбище.

## Награды
- Герой Социалистического Труда
- Орден Ленина — дважды (05.08.1966; 1971)